# Załogowa wyprawa na Marsa

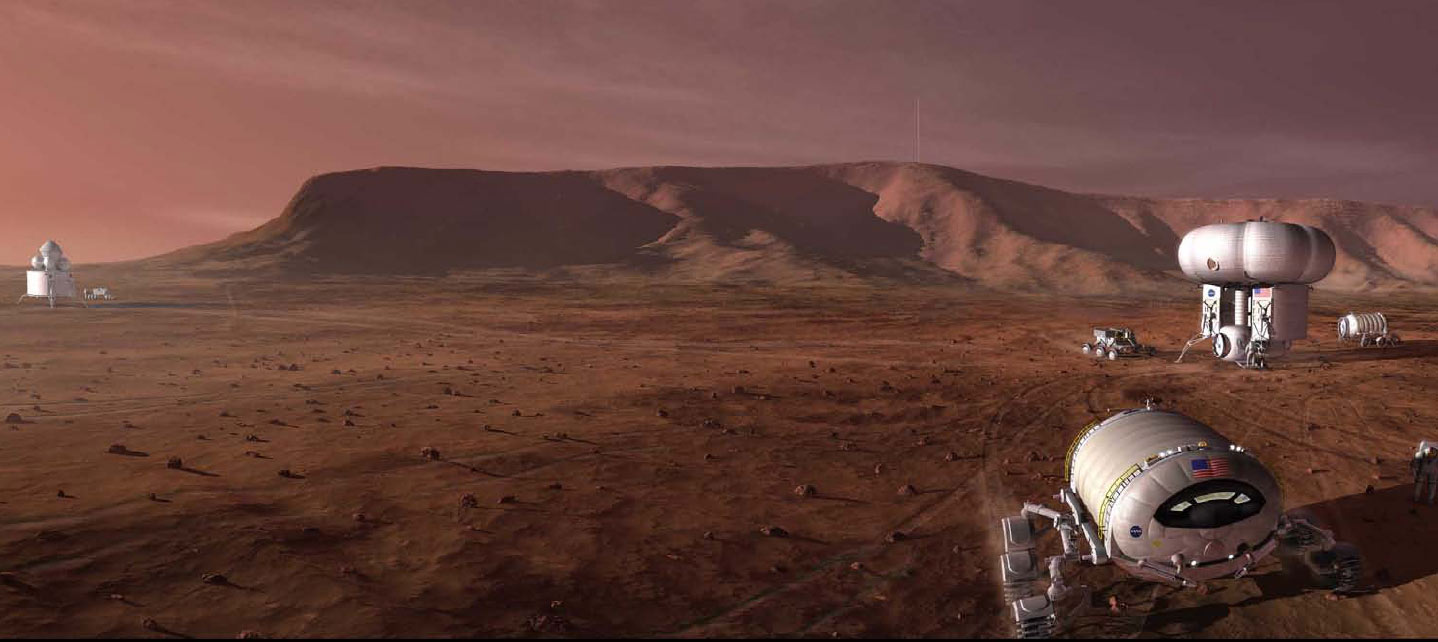
Artystyczna wizja bazy marsjańskiej

Załogowa wyprawa na Marsa – element programu eksploracji Marsa, czwartej od Słońca planety Układu Słonecznego, polegający na wysłaniu na nią ludzi. Mars jest drugą najbliższą Ziemi planetą, lecz jego odległość waha się od 55 do nawet 400 milionów kilometrów – jest setki razy (średnio 213 razy) większa niż odległość do Księżyca. 

## Tło wyprawy

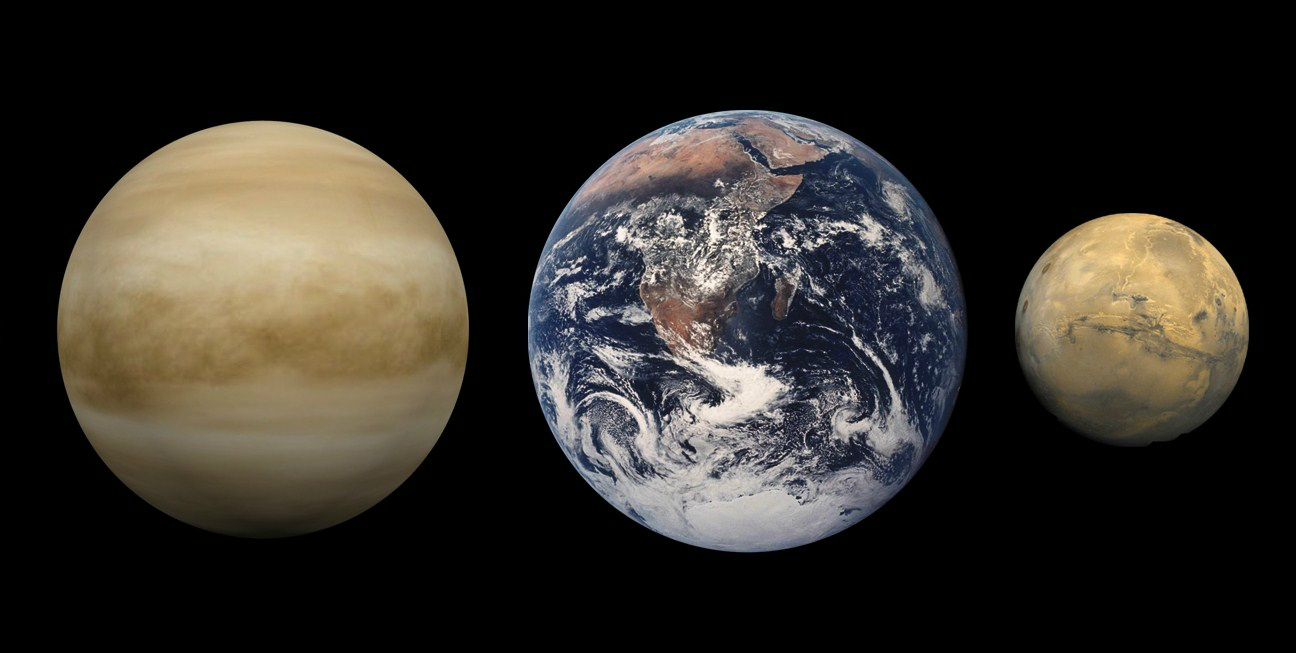
Porównanie wielkości planet, od lewej: Wenus, Ziemia, Mars (w skali)

Wielu ludzi uważa, że następnym logicznym krokiem po zbadaniu Księżyca jest załogowa wyprawa na Marsa. Zwolennicy takiej wyprawy twierdzą, że człowiek mógłby wykonać znacznie więcej zadań niż zdalnie sterowane roboty. W mniejszej odległości od Ziemi znajduje się co prawda planeta Wenus (oddalona od 40 do 259 mln km), jednak temperatura na jej powierzchni sięga 480 °C. Poza tym posiada ona jedynie znikomą zawartość wody.
Z powodu olbrzymiej odległości między Ziemią a Marsem misja taka będzie bardziej ryzykowna i kosztowna od odbywających się pod koniec lat 60. lotów na Księżyc.  Konieczne staje się przygotowanie zapasów i paliwa na przynajmniej kilkuletnią misję. Inne problemy to szkodliwe dla człowieka promieniowanie słoneczne i kosmiczne oraz niekorzystne efekty długotrwałego przebywania ludzi w odosobnieniu i mikrograwitacji.
Pomimo ryzyka związanego z tym przedsięwzięciem, nie brakuje twierdzeń, iż jego realizacja jest możliwa, o ile znajdą się odpowiednie fundusze (rzędu 100 miliardów dolarów). Tego typu deklaracje padają systematycznie, niemniej brak na chwilę obecną (2025) jakichkolwiek w pełni sfinansowanych programów takiej podróży, ani rozwiązań problemów technicznych, takich jak np. konieczność wytracenia prędkości statku w czasie lądowania na Marsie.
Zarówno z powodu dbałości o zdrowie załogi, jak i ekonomikę paliwa, pożądane jest maksymalne skrócenie czasu wyprawy, co jest możliwe np. z wykorzystaniem manewru transferowego Hohmanna, gdy Ziemia i Mars znajdują się w jednej linii ze Słońcem. Taka sytuacja ma miejsce średnio co 26 miesięcy. Gdy uwzględnić dodatkowo ekscentryczność obu orbit oraz wpływ na nie innych ciał niebieskich (Księżyc), otrzymujemy minimalną odległość ok. 0,38 jednostki astronomicznej (w porównaniu do 0,68 j.a. w 2026) w cyklu ok. trzynastoletnim (ostatnio w 2018, następnie w 2035).

## Istniejące plany i deklaracje

### NASA

Artystyczna wizja pierwszych ludzi na Marsie (2019)

W styczniu 2004 roku prezydent Stanów Zjednoczonych, George W. Bush, ogłosił inicjatywę eksploracji kosmosu przez człowieka. Zakładała ona ponowne wysłanie ludzi na Księżyc i sugerowała wysłanie człowieka na Marsa w dalszej przyszłości. W kwietniu 2010 roku prezydent Barack Obama w przemówieniu nakreślił nową wizję eksploracji kosmosu, w której rezygnuje się z lotu na Księżyc na rzecz lotów na planetoidę, na orbitę Marsa i wreszcie na Czerwoną Planetę. Za prezydentury Donalda Trumpa NASA powróciła do koncepcji lotu na Księżyc oraz do lotu na orbitę Marsa. W 2019 roku na kongresie astronautycznym ówczesny administrator NASA Jim Bridenstine powiedział, że załogowa wyprawa na Marsa może się odbyć w latach 30. XXI wieku.
Na pokładzie pojazdu bezzałogowej misji Mars Science Laboratory zostało umieszczone urządzenie mierzące poziom radiacji na powierzchni planety. Jest to pierwsze konkretne badanie związane z przygotowaniami do załogowej wyprawy na Marsa. Innym badaniem tego typu jest eksperyment produkcji tlenu z marsjańskiej atmosfery (MOXIE), znajdujący się na pokładzie łazika Perseverance misji Mars 2020. 21 kwietnia 2021 roku NASA potwierdziła działanie instrumentu MOXIE. Jest to istotne dla przyszłych astronautów oraz rakiet, gdyż tlen może służyć do oddychania, a także jako składnik paliwa rakietowego.
W sierpniu 2016 roku zakończyła się trwająca rok symulacja misji na Marsa. Sześciu naukowców przebywało w izolacji w kopule na górze Mauna Loa na Hawajach. W czerwcu 2023 roku w Teksasie rozpoczęła się kolejna symulacja misji marsjańskiej. Cztery osoby spędziły w zamknięciu 378 dni.
W styczniu 2025 roku prezydent Trump wraca do koncepcji załogowej wyprawy na Marsa.

### SpaceX
W 2016 roku szef firmy SpaceX, Elon Musk, zapowiedział stworzenie międzyplanetarnego systemu transportu, który miałby umożliwić bezzałogowy lot na Marsa w 2018 roku, a załogowy w latach 20.. W 2017 roku zapowiedział dwie misje bezzałogowe w 2022 i cztery misje, w tym dwie załogowe w 2024 roku. SpaceX konstruuje rakietę Starship o dużym udźwigu. We wrześniu 2024 Elon Musk zapowiedział lot bezzałogowy na Marsa za dwa lata, a załogowy za cztery lata. Do połowy 2025 r. rakieta jest na etapie lotów testowych. Pierwszy stopień kilkakrotnie wyniósł drugi stopień i poprawnie wylądował. Drugi stopień osiągnął wysokość suborbitalną (jesienią 2024 wykonał także pionowe wodowanie)  i jest w fazie testowania różnych jego elementów.

### Lockheed Martin
Lockheed Martin zaproponował (ostatnio w 2017) swoją koncepcję o nazwie Mars Base Camp (MBC). Zakłada ona wysłanie na orbitę Marsa statku już w 2028. Według koncepcji MBC, na orbicie Marsa miałaby znaleźć się niewielka stacja kosmiczna (zwana właśnie "obozem marsjańskim") składająca się m.in. z dwóch statków typu Orion. W pierwotnej wersji koncepcja ta nie zakładała wcale lądowania na planecie, nowsze jej wersje wspominają jednakże dodanie do MBC lądownika przygotowanego do krótkich misji (dwa tygodnie). Całość projektu pozostaje w fazie koncepcyjnej/ofertowej (stan na 2025); jej realizacja - ze względu na użycie m.in. Orion oraz specjalnie zaprojektowanych modułów z nim kompatybilnych - wymagałaby udziału NASA.

### Rosja/Chiny
W roku 2010 rozpoczął się w Rosji główny etap projektu MARS-500 polegający na symulacji na Ziemi warunków długotrwałej izolacji i pracy załogi. Wybranych zostało sześciu ochotników, którzy spędzili w odosobnieniu 520 dni.
Po udanym lądowaniu sondy Tianwen-1 Chiny zapowiedziały misję załogową. Ma ona wystartować w 2033 roku.

### ESA
Europejska Agencja Kosmiczna planowała wysłać człowieka na Marsa około 2030 roku w ramach programu Aurora. Poprzedzić je miał powrót człowieka na Księżyc około roku 2020. W związku z nieudaną misją Beagle 2 z planów tych zrezygnowano. 
W  2025 r. ESA cytowała elementy misji Mars Sample Return (MSR),  takie jak konstruowany przez siebie pojazd ERO ("Earth Return Orbiter") jako wartościowe dla misji załogowej. MSR, planowana jako pierwsza w historii misja obejmująca powrót z Marsa na Ziemię, obejmowała  bowiem pomiar całkowitej dawki promieniowania kosmicznego otrzymanej w czasie misji: pomiaru tego miał dokonać statek ERO. Obecny status misji MSR jest jednak niejasny.

## Historia proponowanych projektów

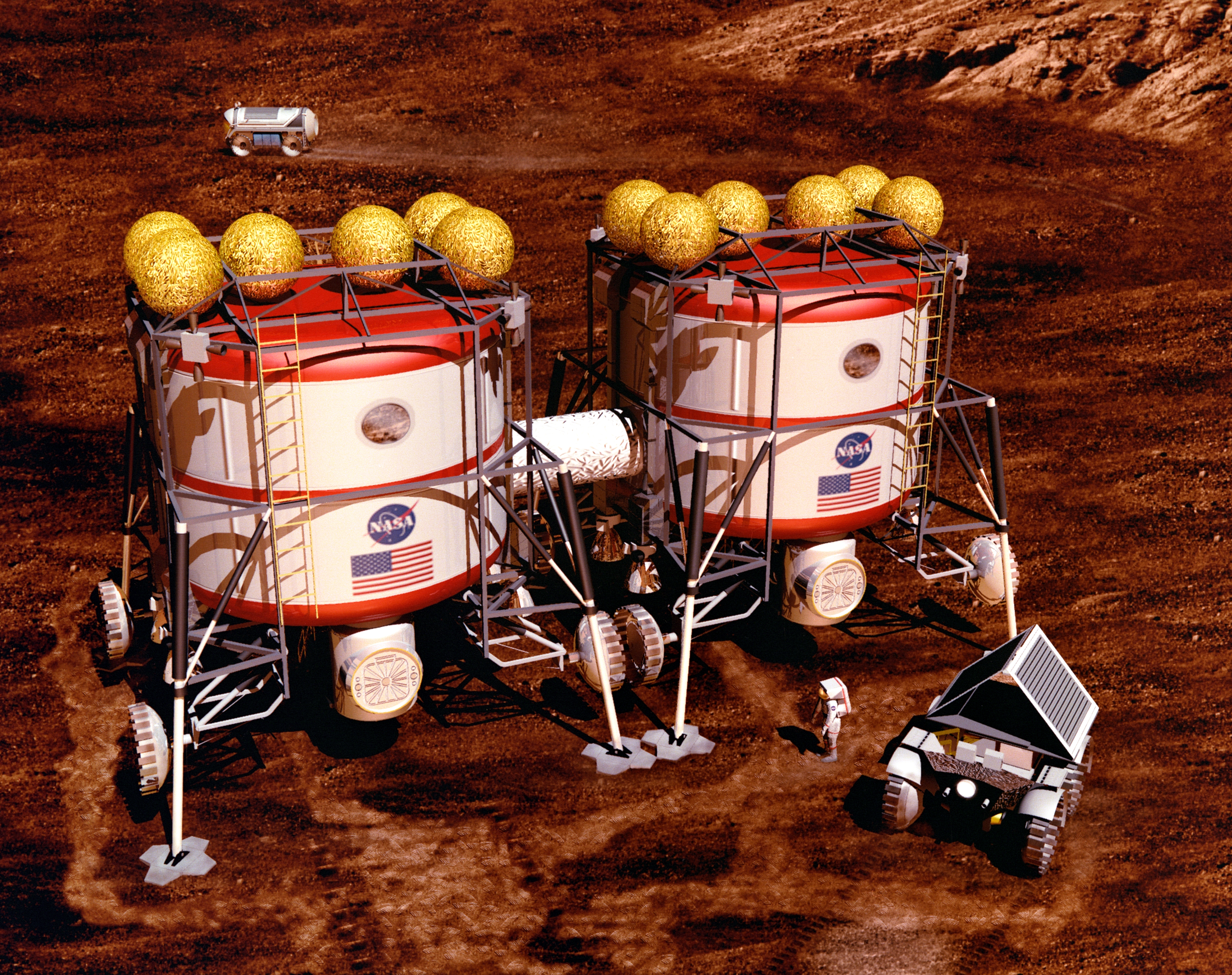
Design Reference Mission 3

### Wczesne propozycje
- Das Marsprojekt – pierwszy projekt autorstwa Wernera von Brauna z 1952 roku; 70-osobowa załoga na pokładzie 10 olbrzymich statków odbywa trwającą w sumie trzy lata podróż na Marsa[32]
- MPK – pierwszy radziecki projekt z lat 1956–1957[33]
- Mars Expedition – modyfikacja projektu von Brauna z 1952 roku powstała w roku 1956; dwa statki zabierają 12 osób, zaś masa tych statków zmniejszona została o połowę[34]
- Raport 90-dniowy – raport wykonany z inicjatywy nowej polityki G. Busha; zakładał budowę całej orbitalnej infrastruktury i spotkał się z dezaprobatą Kongresu USA ze względu na gigantyczne koszty przedsięwzięcia[35]
- Mars Direct – projekt R. Zubrina i D. Bakera opisany w książce „The Case For Mars” (Czas Marsa); innowacyjnym pomysłem było wykorzystanie instalacji do produkcji paliwa na powrót z marsjańskich zasobów[36]
- Mars Semi-Direct – zmodyfikowana przez NASA wersja projektu Mars Direct[37]
- Design Reference Mission – kolejne wersje stworzone przez NASA na bazie projektu Mars Direct pod koniec lat 90., oznaczane skrótem DRM; powstały trzy wersje oznaczane symbolami 1.0 (1993 rok)[38], 3.0 (1996)[39] oraz 4.0 (1998)[40][41].
- Design Reference Architecture 5.0 – wersja projektu bazująca na elementach skasowanego programu Constellation.

### Mars Direct
Projekt zakłada wysłanie w pierwszej kolejności pojazdu powrotnego (Earth Return Vehicle, ERV) oraz orbitera. ERV wyląduje w przygotowanym miejscu na Marsie i zacznie produkcję paliwa z substancji dostępnych na powierzchni. Po kilku miesiącach zostanie wystrzelony właściwy statek z załogą i drugi ERV z orbiterem, dla następnych ekspedycji. Lądownik wyląduje w pobliżu pierwszego ERV, a załoga przeprowadzi badania i położy podwaliny pod budowę przyszłej bazy. Po pewnym czasie drugi ERV powinien również wylądować w pobliżu bazy. Podczas drogi powrotnej pierwszy ERV połączy się na orbicie z orbiterem i rozpocznie lot na Ziemię. W odpowiednich odstępach czasu wysyłane będą kolejne lądowniki, które zostaną połączone przez astronautów w kompleks mieszkaniowy i produkcyjny.

### Design Reference Architecture 5.0

Krajobraz Marsa sfotografowany przez łazik Spirit

W 2007 roku NASA wyjawiła pewne szczegóły załogowej misji na Marsa. Proponuje się użycie sześciu rakiet Ares V oraz jednej rakiety Ares I. Plan wygląda następująco: Pierwsza rakieta leci z Habitatem (moduł mieszkalny), druga rakieta leci z modułem EDS i paliwem na wysłanie tej pierwszej do Marsa. Obie rakiety łączą się na niskiej orbicie okołoziemskiej (LEO). Trzecia rakieta leci z lądownikiem, który służy jedynie na przemieszczenie się załogi z orbity okołomarsjańskiej na powierzchnię planety i z powrotem. Czwarta rakieta ma moduł EDS i paliwo na wysłanie tej trzeciej na orbitę okołomarsjańską. Potem następuje 26 miesięcy przerwy. Następnie leci piąta rakieta ze statkiem transferowym (Mars Transfer Vehicle, MTV) i szósta rakieta z modułem EDS i paliwem na wysłanie tej piątej na Marsa. W końcu leci siódma ostatnia rakieta z załogą: Ares I. Łączą się na orbicie LEO i lecą około 200 dni w stronę Czerwonej Planety. Na orbicie okołomarsjańskiej załoga przesiada się do lądownika, który tam od miesięcy czekał i pozostawia na orbicie MTV lądując w pobliżu Habitatu. Załoga pozostaje na powierzchni około 500 dni, po czym startuje tym samym lądownikiem na orbitę, gdzie przesiada się do MTV, którym znów po 200 dniach podróży wraca bezpiecznie na Ziemię.
W 2009 roku dodano siódmą rakietę Ares V potrzebną do zabrania paliwa dla MTV na drogę powrotną.

### Journey to Mars
W 2015 roku NASA opublikowała plan eksploracji Marsa. Podzieliła go na trzy fazy. Pierwszą jest wykorzystanie Międzynarodowej Stacji Kosmicznej do 2024 roku. Druga faza obejmuje takie przedsięwzięcia jak przechwycenie asteroidy. Trzecia faza to uniezależnienie się od zasobów Ziemi realizowane poprzez długotrwałe misje na powierzchni Czerwonej Planety.

### Gateway i Deep Space Transport
W marcu 2017 roku NASA ogłosiła plany eksploracji Marsa. Planuje się zbudowanie stacji kosmicznej Gateway na orbicie wokółksiężycowej w latach 2022–2026. W roku 2033 na orbitę Marsa zostanie wysłana stacja kosmiczna Deep Space Transport (DST) z 4-osobową załogą na pokładzie. W tym celu wykorzystana zostanie rakieta SLS i statek Orion.

### Mars Orbital/Surface Mission
W październiku 2017 roku zaproponowano trwającą około 1000 dni misję orbitalną (Mars Orbital Mission) i następną po niej misję powierzchniową (Mars Surface Mission) jako koncept do dalszego rozwoju.

### Strategic Analys Cycle 2021
W 2022 powstał koncept załogowej misji na Marsa. Lądowanie miałoby się odbyć w 2039. Z 4-osobowej załogi dwie osoby lądują na powierzchni na 30 soli, zaś dwie pozostają na orbicie w DST.

### NASA Crewed Mars Mission Architecture
W 2024 roku NASA opublikowała szereg dokumentów dotyczących załogowej misji na Marsa. Planuje się użycie 16 rakiet SLS. Lądowanie byłoby w 2040.